# デイゴ
デイゴ（梯梧、Erythrina variegata）は、マメ科デイゴ属（エリスリーナ属）の落葉高木。デイコやエリスリナともいう。インド、マレー半島などの熱帯アジア、オーストラリアが原産。日本では沖縄県（あるいは奄美大島）が生育の北限とされている。
鹿児島県奄美群島でも加計呂麻島の諸鈍海岸で約80本の並木道となっているなど、あちこちでデイゴの大木が見られるが、交易船の航海の目印とするため等で沖縄から植栽されたものといわれる。

## 生態
極めて丈夫で、生長がとても早い樹である。花は深紅色の総状花序。花期は沖縄では3月から5月頃である。ただし、デイゴの開花度は植栽されている場所や植物の個体によって異なり、同一個体の中でも位置や枝によってかなり差異がある。
葉は全縁の三出複葉。葉身は広卵形ではっきりした葉脈があり、長い葉柄を持つ。落葉樹であり本来は開花に先立って落葉するが、沖縄では落葉しないままのデイゴも多く、北限に近い亜熱帯で湿潤な気象環境などの影響により結果的に落葉しないまま非開花状態となっていると考えられている。
観賞用や緑化庇蔭樹として利用されるほか、漆器（琉球漆器）の材料としても使われる。
デイゴの生育に関しては、台湾方面から飛来・帰化したとされるコバチの一種デイゴヒメコバチ (Quadrastichus erythrinae) による被害が相次いでいる。

## 名称
学名の属名 Erythrina（エリスリーナ）はギリシア語の「赤い」という言葉の意味からきており、デイゴの花の明るい赤色に基づく。英名を coral tree（コーラル・ツリー）といい、花の赤色を珊瑚に見立てたものである。
デイゴの和名の由来はよく分かっておらず、一説には「大空」が訛ってデクと言ったことからの名だという説もある。デイゴの名称（和名や学名）は歴史的に混乱がみられたと指摘されている。呉継志の『質問本草』（1837年）には「梯姑」「デーグ」「デイコ」とあるが、漢字の読み方および方言名の呼び方の文字化については研究者で意見が分かれる。また『沖縄物産誌』、『中山物産考』、『質問本草』など古書に由来する呼称は、デイグ、デイコ、デーグ、デーゴの4つで、デイゴはこれらには含まれていない。
学名も学者によって同一でなく、園芸書によってまちまちだったと指摘されている。
なお、海紅豆（かいこうず）が別名とされることが多いが、これは別種のアメリカデイゴ（鹿児島県の県木）のことである。
沖縄県外では奄美群島のほか、小笠原諸島にも自生しており、現地ではムニンデイゴやビーデビーデ、南洋桜（なんようざくら）などとも呼ばれる。ただしこの小笠原諸島のデイゴを本種とは別のムニンデイゴ（Erythrina boninensis）という固有種であるとする説もかねてより存在している。
ハワイ産のシロバナデイゴ（Erythrina variegata f. alba）も沖縄県に導入され、デイゴより早く咲くことが知られる。

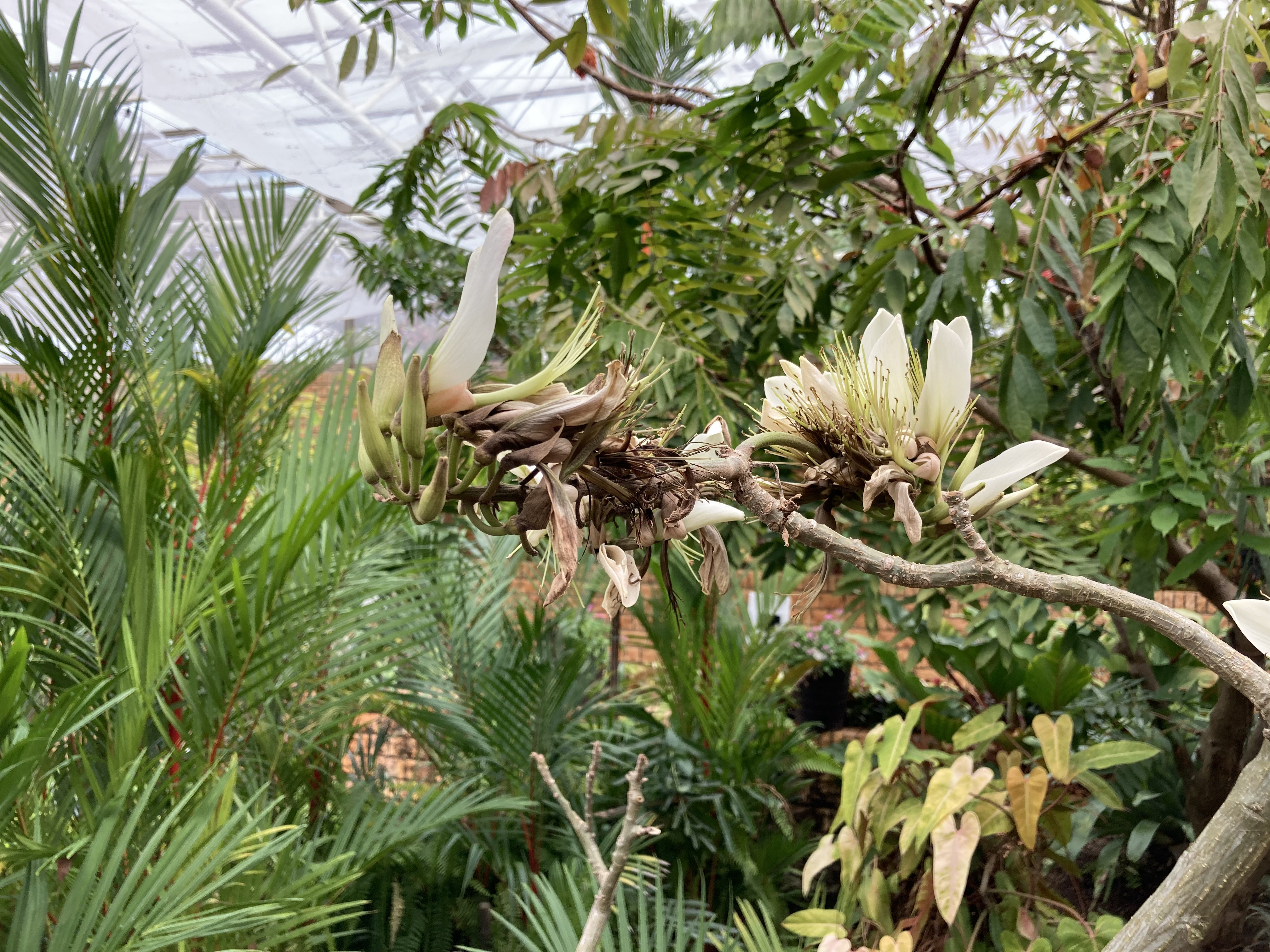
シロバナデイゴの開花（沖縄県本部町、2024年3月）

## 県花
沖縄県の県花でもあり、1967年（昭和42年）に県民の投票によって「沖縄県の花」として選定された。オオゴチョウ、サンダンカとともに沖縄県の三大名花に数えられる。沖縄本島の那覇空港を出たところや、那覇市内に続く道筋にはデイゴの並木が続いている。
デイゴが見事に咲くと、その年は台風の当たり年で、天災（干ばつ）に見舞われるという言い伝えがある（THE BOOMの楽曲「島唄」の歌詞にも書かれている）。また、県内では「やしきこーさー（屋敷壊さー）」とも呼ばれることもあるが、これは根の力が強く、家の近くに植えると根が伸びて家を傾かせてしまうからであるという。
琉球大学で学生が配る合格電報の文面は「デイゴサク」となっている。